# Hordak
Hordak è un personaggio immaginario della linea di giocattoli Masters of the Universe della Mattel, uscito nei negozi nel 1985 negli Stati Uniti e nel 1986 in Europa e nel resto del mondo. È il potentissimo leader dell'Orda Infernale, un esercito di guerrieri selvaggi e mostruosi, che portano un pipistrello rosso sul torace come simbolo di fedeltà, e che costituiscono una terza fazione, nemico di He-Man e di Skeletor, mentre nella serie She-Ra, la principessa del potere, spin-off di He-Man e i dominatori dell'universo, è l'acerrimo nemico di She-Ra, sorella gemella di He-Man.
Il profilo di Hordak varia leggermente a seconda dei media sui quali è apparso.

## Giocattoli e minicomics (1985-87)
Il fumetto allegato al giocattolo (detto minicomic nel gergo degli appassionati), intitolato "Hordak: La Spietata Vendetta dei Capi" nella traduzione italiana, ce lo descrive come il vecchio maestro dello stesso Skeletor. Tradito dal proprio discepolo prediletto per ambizione e intrappolato in una dimensione parallela oscura e disabitata chiamata Etheria, riesce a fare finalmente ritorno per vendicarsi e portare a termine l'antico progetto di conquistare Eternia. Ad affiancarlo troviamo l'Orda Infernale, costituita da soli tre guerrieri: Mantenna, Grizzlor e Leech. Hordak e l'Orda Infernale fanno la loro apparizione in molti altri minicomics.
Nella sua prima versione in forma di giocattolo, Hordak ha l'aspetto di un vampiro grottesco, con una faccia dal colorito cadaverico che ricorda il muso di un pipistrello, dotata di naso piatto, bocca con denti aguzzi, occhi rossi penetranti e orecchie appuntite, oltre a una fronte bitorzoluta e ornata da una cresta appuntita. Come indumenti indossa un paio di stivali dal caratteristico piede simil-palmato, una corazza nera decorata con il caratteristico pipistrello rosso sangue, effigie dell'Orda Infernale, un mantello a frange anch'esso rosso e dalla foggia vampiresca, guanti neri dalle dita adunche e un grande collare di ossa che gli orna il capo. Braccia e gambe presentano una carnagione grigiastra. Le sue armi sono uno scudo a forma di pipistrello e la balestra, arma in dotazione a quasi tutti i membri dell'Orda. Secondo il creatore della linea di giocattoli, la sua faccia sarebbe stata ispirata dalla maschera di uno stregone africano.
La successiva versione del personaggio, chiamata "Hordak Rotaterrore" (in originale "Hurricane Hordak"), indossa invece una corazza cromata dai riflessi dorati e ha il braccio destro proteso in avanti, con un'apertura a forma di cannone al posto della mano, nella quale si innesta una delle tre armi in dotazione. Mediante una rotella sulla schiena è possibile far roterare queste armi. Questa seconda versione di Hordak è stata chiaramente pensata per rispecchiare l'aspetto del personaggio nella serie animata She-Ra, Principessa del Potere.
Una terza e poco fortunata versione venne prodotta verso la fine della linea di giocattoli, "Hordak Seganemici" (in originale "Buzzsaw Hordak"). Del tutto identica alla prima, compreso il mantello e la balestra, questa nuova incarnazione del leader dell'Orda Infernale presenta una levetta sulla schiena che, una volta attivata, fa partire, tramite un meccanismo a molla, una doppia sega circolare nascosta in un vano nel suo petto.

## She-Ra, Principessa del Potere (1985-87)
Dal momento che nel 1985 la serie animata He-Man e i Dominatori dell'Universo era ormai giunta al termine, Hordak venne scelto come antagonista principale per la nuova serie She-Ra, Principessa del Potere (come spin-off della serie classica di He-Man), che traeva spunto dalla linea di giocattoli Princess Of Power, sorta di versione al femminile dei Masters Of The Universe rivolta alle bambine. Ciò permise alla Mattel di promuovere l'Orda Infernale e alcuni dei nuovi personaggi della linea Masters tramite il cartone animato di She-Ra. Dato però che questa serie era rivolta, teoricamente, a un pubblico femminile e che gli autori, la nota Filmation, erano famosi per edulcorare talvolta all'eccesso le storie e i profili dei personaggi, Hordak e i suoi seguaci vennero rappresentati in maniera via via sempre più parodistica, fino a rasentare, in particolare nella seconda stagione, il limite del ridicolo.
I primi cinque episodi, poi riuniti nel lungometraggio "Il Segreto della Spada", proiettato al cinema anche in Italia a Pasqua del 1987, raccontano la storia dei nuovi protagonisti. Anche nella sua versione animata, Hordak è il vecchio maestro di Skeletor, che il suo discepolo tradì però per vendicarsi di essere stato abbandonato nelle mani dei nemici eterniani. Nel flashback che la maga Sorceress mostra a He-Man e She-Ra verso la metà del film, si vede infatti l'Orda Infernale che sferra un attacco al Palazzo Reale di Eternia, ma viene respinta da Re Randor e le sue guardie. Hordak decide allora di rapire i figli gemelli del re per ricattarlo, ma riesce a impossessarsi soltanto della secondogenita Adora, la bambina che un giorno diventerà la stessa She-Ra. Skeletor, che assisteva il proprio maestro durante l'azione, viene messo fuori combattimento e lasciato nelle mani delle guardie. Per salvarsi, egli rivela l'ubicazione del quartier generale dell'Orda su Eternia, un luogo che nel futuro diventerà la Montagna del Serpente. Da questo episodio nasce il secolare odio fra Hordak e Skeletor, che verrà sviluppato ulteriormente in alcuni episodi successivi.
Nell'universo della serie animata, Hordak non è il leader dell'Orda Infernale, ma comanda soltanto il distaccamento che ha conquistato Etheria, un mondo altrimenti pacifico e fiabesco. L'Orda, cui ci si riferisce sempre come "gli Horde" nel doppiaggio italiano, è infatti una sorta di impero galattico, chiaramente ispirato a quello visto nella saga di Guerre Stellari, con imponenti mezzi tecnologici, truppe androidi e astronavi, che domina sull'intera galassia. Al suo vertice troviamo il Grande Horde, una misteriosa entità della quale lo stesso Hordak ha molto timore.
A differenza della controparte vista sui minicomics e nei giocattoli, l'Hordak a cartoni animati non è uno stregone ma una sorta di potentissimo cyborg, in grado di trasformare a piacimento una qualsiasi parte del corpo, oppure esso per intero, in un'arma micidiale. Nel corso della serie lo si vede trasformare braccia e gambe in lanciafiamme, raggi congelanti, seghe circolari, catene, chele, oppure assumere le sembianze di un carro armato, di un siluro, di un razzo. C'è, tuttavia, un'incongruenza nel rapporto fra Hordak e la magia: spesso egli infatti sottolinea di disprezzarla completamente, fidandosi soltanto della scienza e della tecnologia degli Horde, ma, nell'episodio "Il Mio Amico, il Mio Nemico", compare il mago Noah, il quale, a detta dello stesso Hordak, gli avrebbe insegnato la magia. D'altra parte, è dal leader degli Horde che Skeletor avrebbe a sua volta appreso le arti magiche. L'ipotesi più accreditata è dunque che Hordak sia riuscito a combinare scienza e magia, ottenendo così un potere sconfinato.
Sostanzialmente identico nell'aspetto, l'Hordak a cartoni animati presenta però alcune sostanziali differenze cromatiche: braccia e gambe sono blu invece che grigie e la faccia è completamente bianca, con la cresta blu. Non indossa un mantello e nemmeno un paio di guanti.

## He-Man and The Master of The Universe (2002)
Nella serie animata reboot del 2002-03, Hordak è un antico e potentissimo demone che tentò d'invadere Eternia nel passato e si scontrò con Re Grayskull. Sconfitto da quest'ultimo, il leader dell'Orda Infernale venne esiliato e confinato per sempre nella dimensione di Despondos. Molti anni dopo, il malvagio Keldor, sfregiato dall'acido e prossimo a morire dopo una battaglia all'ultimo sangue contro il capitano Randor e le forze eterniane, implora l'aiuto di Hordak per salvarsi la vita. Quest'ultimo lo trasforma in Skeletor, ma avverte che ci sarà un prezzo da pagare per questo dono. Nel corso della serie, Evil-Lyn tenta di liberare Hordak dalla sua prigione con l'aiuto del Conte Marzo, ma viene fermata all'ultimo momento da He-Man.
Nella terza stagione, mai prodotta a causa dell'insuccesso di questa sfortunata serie, era previsto che Hordak riuscisse infine a fuggire da Despondos grazie a Evil-Lyn, a sopraffare Skeletor e a conquistare Eternia, ponendo He-Man e gli Eroici Guerrieri nella condizione di ribelli in fuga, così come lo erano She-Ra e le sue amiche nella vecchia serie. La stessa She-Ra avrebbe dovuto fare un'apparizione, anche se sarebbe stato Skeletor a sconfiggere definitivamente il terribile demone.
L'aspetto dell'Hordak degli anni 2000 riprende in pieno quello del giocattolo originale del 1985, accentuando però i tratti mostruosi e inquietanti del volto. Essendo stata chiusa sia la serie animata sia la linea di giocattoli prima che l'Orda Infernale potesse ricoprire un ruolo importante, non sono mai stati prodotte action figures di questi personaggi in versione anni 2000, ma ne esistono delle statue commemorative realizzate dalla NECA.

## She-Ra e le principesse guerriere (2018)
Nella serie di Netflix dedicata a She-Ra, Hordak è l'antagonista principale insieme alla Tessitrice d'ombre. I suoi connotati sono simili a quelli dell'Hordak della serie degli anni ottanta, differenziandosi dall'originale per il fatto che è più longilineo e ha dei piedi normali e non palmati; non possiede il collare d'osso ma un mantello e un'armatura tecnologica e non può trasformarsi in armi. A differenza del primo Hordak, questo non è un cyborg/mutaforma, ma un clone del Grande Horde (Horde Prime) e, da quanto si apprende dal suo racconto, era il suo miglior comandante nella conquista dell'universo, fino a quando non sono venuti a galla dei problemi nel suo processo di clonazione; infatti, a differenza dei suoi altri "fratelli", Hordak va incontro a un decadimento cellulare molto accelerato e, per questa sua imperfezione, il Grande Horde lo spogliò del suo grado, spedendolo al fronte in prima linea a morire. 
Fu in quel momento che si aprì un portale per Eteria che trascinò Hordak e il suo esercito nel Despondos (la dimensione ombra dove risiede Eteria). Giunto sul pianeta, Hordak, grazie alla famiglia di Scorpia, fondò la Zona della Paura, sede principale degli Horde, e iniziò la sua conquista del pianeta. In un non ben precisato momento, Hordak conobbe la Tessitrice d'Ombre, a cui fece dono del Cristallo Nero (di proprietà della famiglia di Scorpia, e questo fa di Scorpia una principessa) per incrementare i suoi poteri e che nominò comandante supremo dell'Orda (il suffisso infernale è dato dagli eteriani in senso dispregiativo) dato che lui era impegnato con i suoi esperimenti per creare un portale che lo riportasse nel mondo esterno (questa versione di Hordak infatti è più simile a uno scienziato che a un vero e proprio conquistatore, ma non manca di far sentire la sua presenza di Leader nei momenti in cui la Tessitrice d'Ombre o Catra disubbidiscono ai suoi ordini). Durante uno di questi esperimenti, Hordak riuscì ad aprire un piccolo portale da cui arrivò Adora (la futura She-ra).
Hordak si farà più presente dalla seconda stagione dove, stufo dei fallimenti della Tessitrice e del suo continuo disubbidire ai suoi ordini al solo scopo di trovare Adora, la fa arrestare (con iniziale gioia di Catra), ed è in questo momento che si scopre la sua precaria condizione di salute dovuta al suo decadimento cellulare; infatti Hordak è costretto a utilizzare una corazza tecnologica che ha sia lo scopo di nascondere il suo corpo che si sta disgregando, procurandogli sofferenza, sia di mantenerlo in vita. 
Durante un assalto dei ribelli alla Zona della Paura, Entrapta (una delle principesse eteriane, fissata con la tecnologia) rimane bloccata nel palazzo di Hordak e viene catturata da Catra, che, non riuscendo a contenere l'entusiasmo e la curiosità della principessa, se la fa scappare. Durante il suo girovagare per il palazzo in preda all'euforia per la tecnologia dell'Orda, Entrapta si ritrova nel laboratorio di Hordak, o come lo chiama Catra “il suo Sancta sanctorum”. Il leader dell'Orda, vedendone l’entusiasmo e l’interesse per la tecnologia, la prende con sé per farsi aiutare nella costruzione del portale. Le operazioni proseguono e i due riescono a far funzionare il portale, che però si disattiva subito. Furioso, Hordak caccia Entrapta dal laboratorio ma lei, rifiutandosi di lasciar perdere, ritorna indietro e assiste alla rimozione dell’armatura, notando che il corpo del leader dell’Orda si sta disgregando e causando un'ulteriore sfuriata di Hordak, che sviene per il dolore. Risvegliatosi, Hordak viene obbligato a farsi aiutare da Entrapta, e dopo un iniziale rifiuto si trova costretto ad accettare. Dopo che le ha raccontato la sua storia e il suo sogno di ricongiungersi al suo creatore, Entrapta gli costruisce una nuova armatura con la tecnologia degli antenati, ridandogli vigore e ritrovata fiducia in sé stesso. Con un nuovo esoscheletro e una nuova amica, Hordak riprende i suoi esperimenti con il portale, riuscendo ad aprirlo e a mandare un messaggio. Durante un secondo raid dei ribelli per salvare Entrapta, Catra, furiosa con Hordak per le continue vessazioni subite e per il fatto che la principessa distraeva Hordak dalla conquista del pianeta, decide di spedirla sull'Isola delle bestie, riferendo a Hordak che è scappata con i ribelli e portando di nuovo lo sconforto nel leader dell'Orda. Rabbioso e accecato dalle parole di Catra, Hordak prende in mano la situazione arrivando fino a Bright Moon con tutto il suo esercito; con la vittoria in pugno, lascia il comando a Catra e se ne ritorna alla Zona della Paura, ma She-ra ribalta le sorti della battaglia e respinge Catra e il suo esercito. Tornata al quartier generale, Catra dovrà affrontare un Hordak furioso per la sconfitta subita, che cercherà di ucciderla malgrado lei abbia catturato la principessa di Brigth Moon, Glimmer. Lo scontro tra i due è talmente cruento da radere al suolo il palazzo di Hordak, che verrà sconfitto da Catra perché la ragazza riuscirà a strappargli la batteria del nuovo esoscheletro, facendolo cadere in ginocchio. Hordak si salverà dal colpo di grazia grazie a Adora che, frantumando la spada, attiverà un sistema difensivo del pianeta che lo ingloba in una sorta di illusione che verrà fermata dal sacrificio della Regina Angella (la madre di Glimmer). Finita l'emergenza, tutti si accorgono di essere uscito da Despondos, dato che riescono a vedere le stelle, e in quel momento giunge la flotta del Grande Horde (che aveva tracciato il messaggio inviatogli da Hordak), che teletrasporta Glimmer, Catra e Hordak sulla sua ammiraglia. 
Il Grande Horde si meraviglia del fatto che Hordak sia ancora vivo dopo tutti quegli anni e scruta la sua mente indignandosi per il fatto che si sia dato un nome e che abbia creato un Impero di sua spontanea volontà (perché i cloni del Grande Horde non devono avere volontà propria). Hordak si ritrova resettato e riportato al suo stato di clone e servo legato alla mente collettiva del Grande Horde. La sua tenacia e la sua volontà però saranno più forti del Grande Horde e Hordak riuscirà piano piano a recuperare la padronanza di sé... padronanza che recupererà appieno dopo che troverà davanti a sé Entrapta, portata sull'ammiraglia del Grande Horde per impedirle di attaccare la mente collettiva. Hordak si ritroverà a dover uccidere la principessa, ma l'affetto che prova per lei è più forte del volere del suo creatore e si ribellerà, colpendo il Grande Horde alle spalle. Hordak insulterà il suo creatore dicendogli che non è suo fratello (il Grande Horde lo chiamava fratellino) e che è stato creato a sua immagine, ma lui (prendendo per la gola il Grande Horde sollevandolo) è molto di più di un semplice clone perché è sopravvissuto fuori dalla mente collettiva, si è fatto una vita, si è dato un nome e si è fatto un'amica, e gli ricorda che lui è HORDAK e si ribella al volere del suo creatore. Fatto questo uccide il Grande Horde lasciandolo cadere nel baratro della nave ma, essendo ancora collegato alla mente collettiva, il suo corpo viene preso dal Grande Horde, che si teletrasporta su Eteria per distruggerlo. Mentre il pianeta si disintegra, il Grande Horde esulta, ma il processo si blocca con She-ra che, ritrovata la fiducia in sé, si avvicina a lui e lo caccia per sempre, facendolo dissolvere nella luce. Hordak, ripreso possesso del suo corpo, ricorda il momento in cui Adora arrivò su Eteria e riconosce la bambina in She-ra, ma non fa in tempo a dire altro che Entrapta gli salta addosso per la felicità mentre tutti i protagonisti festeggiano la fine della guerra e del Grande Horde.

## Poteri e abilità
Hordak è un maestro della magia nera. La sua potentissima magia gli consente di manipolare le leggi della natura o della realtà a suo piacimento, diventare intangibile, diventare invisibile, trasmutare la materia, emettere energia, generare campi di forza, modificare le leggi spaziotemporali, spostarsi tra le dimensioni parallele o bandirvi qualsiasi creatura, comunicare telepaticamente, ipnotizzare qualunque essere vivente, teletrasportarsi, generare illusioni, spostare gli oggetti col pensiero, conferire poteri a persone, animali o cose, proiettare la sua forma astrale e perfino creare corpi celesti. Hordak possiede anche una potente pirocinesi, telecinesi, telepatia, ed è in grado di manipolare i campi elettromagnetici, e dunque primariamente i metalli. Hordak ha un corpo per metà cyborg futuristico che è in grado di donargli una forza sovrumana e la capacità di mutare il proprio corpo in una vera arma o veicolo vivente.